# План з виживання видів
План по виживанню видів (англ. Species Survival Plan) — програма, розроблена в 1981 році Асоціацією зоопарків і акваріумів з метою забезпечення виживання окремих видів, що перебувають під загрозою зникнення в дикій природі, у зоопарках і акваріумах.

## Програма
План по виживанню видів орієнтований на тварин, які знаходяться під загрозою зникнення в дикій природі, і для яких утримання в неволі є єдиним способом виживання. Ця програма також дозволяє підтримувати здорові і генетично різноманітні популяції тварин у зоопарках. Нині план включає список з 172 видів.